# Anbār Āb
Anbār Āb (persiska: انبارآب, Anbārāb, اَنباراب) är en ort i Iran.   Den ligger i provinsen Kurdistan, i den nordvästra delen av landet, 400 km väster om huvudstaden Teheran. Anbār Āb ligger 2 068 meter över havet och antalet invånare är 185.
Terrängen runt Anbār Āb är huvudsakligen platt, men åt sydväst är den kuperad.Runt Anbār Āb är det ganska glesbefolkat, med 28 invånare per kvadratkilometer. Närmaste större samhälle är Shālī Shal, 11,6 km öster om Anbār Āb. Trakten runt Anbār Āb består i huvudsak av gräsmarker.